# You Suffer
«You Suffer» (укр. Ти страждаєш) — пісня ґрайндкор-гурту Napalm Death з їх дебютного альбому Scum. Пісня увійшла до Книги рекордів Гіннесса як найкоротша в історії музики. Точна її тривалість становить 1,316 секунди .
Пісню написали учасники гурту Ніколас Буллен і Джастін Бродрік під час роботи над демо «From Enslavement to Obliteration» 1986 (не плутати з однойменним студійним альбомом 1988 року). Увійшла до складу першої частини альбому Scum і вийшла 1987 року.
Ніколас Буллен заявив, що прототипом була пісня метал-гурту Wehrmacht під назвою «Е». Зак Смітт заявляв, що текст пісні можна описати як «найкоротша панківська пісня в світі». У 2007 році лейбл Earache Records зняв кліп на цю пісню.

## Випуск синглу
1989 року пісня вийшла на першій стороні синглу. Ці платівки роздавали безкоштовно разом з копіями альбому Grindcrusher. На другому боці представлена пісня «Mega-Armageddon Death Part 3» гурту Electro Hippies, яка звучить також близько 1 секунди. Це робить платівку найкоротшим синглом за всю історію. Кожен із записів являє собою жолобок на зовнішньому краю платівки. Іншу частину поверхні займають тексти і малюнки..